# Неферкамін
Неферкамін (англ. Neferkamin) — фараон Стародавнього Єгипту, який правив в XXII столітті до н. е., з VIII династії.
Фараон відомий тільки з Абідоського списку. Ані його гробниця, ані пам'ятники, що збереглися від його правління не відомі. Навряд чи його правління перевищувало кілька років.

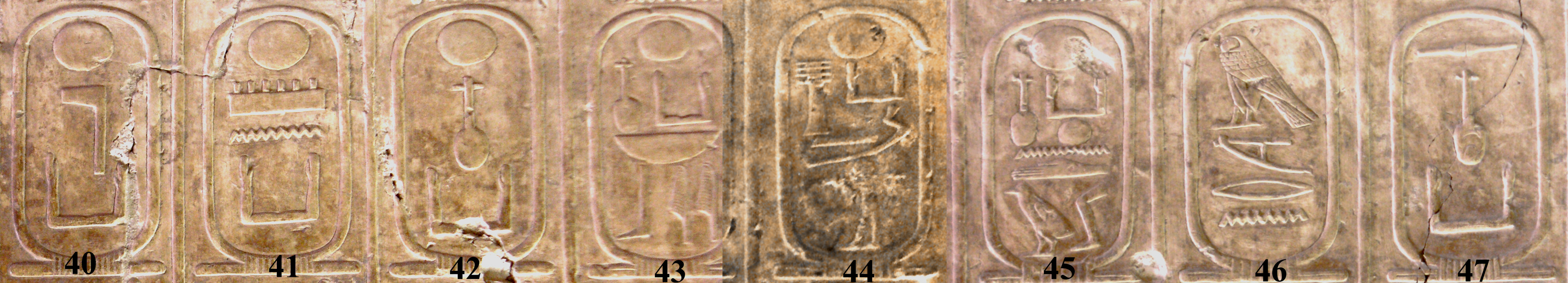
Абідоський список (фрагмент). Неферкамін записаний під № 47

## Культурний вплив
Восьмий фараон восьмої династії під ім'ям Мамаос — один з головних дійових осіб роману Вілбура Сміта «Божество річки» (англ. River God). Однак у творі описується вторгнення гіксосів, яке сталося століттями пізніше — під час Другого перехідного періоду.